# Rapid Eye Movement (album)
Rapid Eye Movement – trzeci album studyjny polskiej grupy muzycznej Riverside. Wydawnictwo ukazało się 24 września 2007 roku w Polsce nakładem wytwórni muzycznej Mystic Production. W Europie i w Stanach Zjednoczonych płyta ukazała się odpowiednio 28 września i 9 października 2007 roku nakładem InsideOut Music. Album poprzedził wydany 10 czerwca 2007 roku singel pt. „02 Panic Room”, który uzyskał status złotej płyty. Do piosenki został zrealizowany również teledysk w reżyserii Macieja Pawelczyka i Radosława Wikiera. Drugi singel promujący materiał zatytułowany „Schizophrenic Prayer” ukazał się 17 marca 2008 roku. Utwór dotarł do 31. miejsca Listy Przebojów Programu Trzeciego Polskiego Radia.
Nagrania zostały zarejestrowane w warszawskim Serakos Studio pomiędzy marcem a czerwcem 2007 roku oraz w łódzkim Toya Studio w kwietniu, także 2007 roku. Miksowanie odbyło się w Serakos Studio pomiędzy czerwcem a lipcem 2007 roku. Płyta dotarła do 2. miejsca zestawienia OLiS.

## Lista utworów
Opracowano na podstawie materiału źródłowego.
| Nr | Tytuł utworu             | Słowa | Muzyka                               | Długość |
| -- | ------------------------ | ----- | ------------------------------------ | ------- |
| 1. | „Beyond The Eyelids”     | Duda  | Duda, Grudziński, Łapaj, Kozieradzki | 7:56    |
| 2. | „Rainbow Box”            | Duda  | Duda, Grudziński, Łapaj, Kozieradzki | 3:37    |
| 3. | „02 Panic Room”          | Duda  | Duda, Grudziński, Łapaj, Kozieradzki | 5:29    |
| 4. | „Schizophrenic Prayer”   | Duda  | Duda, Grudziński, Łapaj, Kozieradzki | 4:21    |
| 5. | „Parasomnia”             | Duda  | Duda, Grudziński, Łapaj, Kozieradzki | 8:10    |
| 6. | „Through The Other Side” | Duda  | Duda, Grudziński, Łapaj, Kozieradzki | 4:06    |
| 7. | „Embryonic”              | Duda  | Duda, Grudziński, Łapaj, Kozieradzki | 4:10    |
| 8. | „Cybernetic Pillow”      | Duda  | Duda, Grudziński, Łapaj, Kozieradzki | 4:46    |
| 9. | „Ultimate Trip”          | Duda  | Duda, Grudziński, Łapaj, Kozieradzki | 13:13   |
|    |                          |       |                                      | 55:48   |

| Bonus CD 2 | Bonus CD 2              | Bonus CD 2 |
| Nr         | Tytuł utworu            | Długość    |
| ---------- | ----------------------- | ---------- |
| 1.         | „Behind The Eyelids”    | 06:18      |
| 2.         | „Lucid Dream IV”        | 04:33      |
| 3.         | „02 Panic Room (remix)” | 03:24      |
| 4.         | „Back To The River”     | 06:29      |
| 5.         | „Rapid Eye Movement”    | 12:40      |
|            |                         | 33:24      |

| 02 Panic Room (singel) | 02 Panic Room (singel)   | 02 Panic Room (singel) | 02 Panic Room (singel)               | 02 Panic Room (singel) |
| Nr                     | Tytuł utworu             | Słowa                  | Muzyka                               | Długość                |
| ---------------------- | ------------------------ | ---------------------- | ------------------------------------ | ---------------------- |
| 1.                     | „02 Panic Room”          | Duda                   | Duda, Grudziński, Łapaj, Kozieradzki | 03:55                  |
| 2.                     | „Lucid Dream IV”         | utwór instrumentalny   | Duda, Grudziński, Łapaj, Kozieradzki | 04:34                  |
| 3.                     | „Back To The River”      | utwór instrumentalny   | Duda, Grudziński, Łapaj, Kozieradzki | 06:30                  |
| 4.                     | „02 Panic Room” (Remix)” | Duda                   | Duda, Grudziński, Łapaj, Kozieradzki | 03:23                  |
|                        |                          |                        |                                      | 18:22                  |

| Schizophrenic Prayer (singel) | Schizophrenic Prayer (singel)          | Schizophrenic Prayer (singel) | Schizophrenic Prayer (singel)        | Schizophrenic Prayer (singel) |
| Nr                            | Tytuł utworu                           | Słowa                         | Muzyka                               | Długość                       |
| ----------------------------- | -------------------------------------- | ----------------------------- | ------------------------------------ | ----------------------------- |
| 1.                            | „Schizophrenic Prayer (album version)” | Duda                          | Duda, Grudziński, Łapaj, Kozieradzki | 04:19                         |
| 2.                            | „Rainbow Trip”                         | utwór instrumentalny          | Duda, Grudziński, Łapaj, Kozieradzki | 06:06                         |
| 3.                            | „Behind The Eyelids”                   | Duda                          | Duda, Grudziński, Łapaj, Kozieradzki | 06:11                         |
| 4.                            | „Rapid Eye Movement”                   | utwór instrumentalny          | Duda, Grudziński, Łapaj, Kozieradzki | 12:37                         |
| 5.                            | „Schizophrenic Prayer (remix)”         | Duda                          | Duda, Grudziński, Łapaj, Kozieradzki | 03:34                         |
|                               |                                        |                               |                                      | 32:47                         |

## Twórcy
Opracowano na podstawie materiału źródłowego.
| Zespół Riverside w składzie - Mariusz Duda – śpiew, gitara basowa, gitara akustyczna - Piotr Grudziński – gitara - Piotr Kozieradzki – perkusja - Michał Łapaj – instrumenty klawiszowe Dodatkowi muzycy - Artur Szolc – instrumenty perkusyjne (4) |  | Inni - Magda i Robert Srzedniccy – inżynieria dźwięku, miksowanie, produkcja muzyczna - Maciej Mularczyk – inżynieria dźwięku - Grzegorz Piwkowski – mastering - Travis Smith – okładka, oprawa graficzna - Kiełek – zdjęcia |

## Wydania
| Rok  | Nr katalogowy        | Format                | Wydawca                         | Region            | Źródło |
| ---- | -------------------- | --------------------- | ------------------------------- | ----------------- | ------ |
| 2007 | MYSTCD 044           | CD, Album, Dig        | Mystic Production               | Polska            | [ 16 ] |
| 2007 | IOMSECD 283          | 2xCD, Album           | Inside Out Music                | Europa            | [ 16 ] |
| 2007 | IOMCD 283            | CD, Album             | Inside Out Music                | Stany Zjednoczone | [ 16 ] |
| 2007 | IOMCD 283            | CD, Promo, Car        | Inside Out Music                | Stany Zjednoczone | [ 16 ] |
| 2009 | 0504280, IOMSECD 283 | 2xCD, RE, Spe         | Century Media, Inside Out Music | Niemcy            | [ 16 ] |
| 2009 | IOMCD 283            | CD, Album, RE         | Inside Out Music                | Niemcy            | [ 16 ] |
| 2011 | 0504281              | 2xLP, Album, Ltd, Cle | Inside Out Music                | Niemcy            | [ 16 ] |
| 2011 | 0504281              | 2xLP, Album, Ltd, Yel | Inside Out Music                | Niemcy            | [ 16 ] |
| 2011 | 0504281              | 2xLP, Album, RE       | Inside Out Music                | Niemcy            | [ 16 ] |

## Listy sprzedaży
| Kraj     | Lista      | Pozycja |
| -------- | ---------- | ------- |
| Polska   | OLiS       | 2       |
| Holandia | MegaCharts | 73      |